# Charles Dibdin
Charles Dibdin (15. března 1745 – 25. července 1814) byl anglický básník, spisovatel, dramatik, hudebník a autor písní. Láska k hudbě ho již v dětství odvedla od studia kněžského povolání - působil jako zpívající herec v Royal Opera House Covent Garden v Londýně, později v dalších divadlech. Je autorem románů, dramat a operet, z nichž některé písně zlidověly. Nesmrtelnou se stala píseň Tom Bowling, kterou složil po smrti svého nejstaršího bratra, kapitána Thomase Dibdina.

## Rané dětství a první úspěchy
Charles se narodil jako syn stříbrníka. Byl soukromě pokřtěn dne 04.3.1745 v Southamptonu a je často popisován jako nejmladší dítě z 18, které se narodilo 50leté matce. Jeho rodiče jej poslali do Winchesterské školy, aby se stal duchovním, ale jeho láska k hudbě byla silnější. V mladém věku měl pozoruhodně dobrý hlas a na koncertech byl vyžadován již jako chlapec. Hymny pro něho skládal pan Kent a jeho nástupce pan Fussell, varhaníci katedrály Winchester, kde byl sbormistrem v letech 1756 až 1759.
Ve věku 15 let odešel na pozvání svého bratra do Londýna, kde byl zaměstnán nejprve jako ladič cemball v hudebním skladu v Cheapside. Panem Berengerem byl představen Johnu Richovi a Johnu Beardovi a brzy se stal zpívajícím hercem v divadle Royal, Covent Garden. Vzhledem k tomu, že v té době nebyl jeho hlas dosud usazen, dostával Dibdin zejména pantomimické role. Po smrti Riche v roce 1761, kdy na jeho místo nastoupil Beard a stal se managerem a částečným vlastníkem, vznikly pro Dibdina nové příležitosti. A právě za podpory Bearda napsal své první dílo – slova a hudbu k „Pastýřově rafinovanosti“, operetě o dvou dějstvích, která byla uvedena v Covent Garden dne 21. května 1762 a opakovala se až do roku 1763.

## Rodina a další díla
Charles Dibdin se oženil v raném dětství, ale od své ženy záhy odešel a nechal ji samotnou. Delší dobu potom tvořil neoficiální pár s paní Harriet Davenet, sborovou pěvkyní v Covent Garden Theatre, se kterou měl i několik dětí. Po čase ale opustil i ji a začal žít se slečnou Wyld, se kterou již zůstal. V průběhu jejich společného soužití se jim narodilo několik dalších dětí. Když Dibdinova první žena zemřela, vzali se. Paní Dibdinová a jedna z jejich dcer Charlese přežily. Díla jeho dvou synů - Charlese a Thomase John Dibdinových (synů, které měl se svou první ženou Harriet Davenet) jsou často zaměňována za díla jeho otce. Oba byli rovněž populární dramatici.
Kromě svého Hudebního turné po Anglii v roce 1788, publikoval v roce 1803 ve 4 svazcích autobiografii Profesní život , dále Kompletní historii britské scény (5sv., 1795), Připomínky k turné po Anglii a Skotsku (2sv., 1803) a několik menších prací. Napsal více než 1400 písní a asi třicet dramatických kusů. Romány: Ďábel (2 svazky, 1785); Hannah Hewitt (3sv., 1792); Mladší bratr (3sv., 1793) a Henry Hooka (3sv., 1806). Vydání jeho písní G Hogarth (1843) obsahuje monografii jeho života.

## Díla
- Hudební turné po Anglii (1788)
- Profesní život (1803)
- Kompletní historie britské scény (1795)
- Připomínky k turné po Anglii a Skotsku (1803)
- Ďábel (1785)
- Hannah Hewitt (1792)
- Mladší bratr (1793)
- Henry Hooka (1806)

## Ukázka

### Tom Bowling
Tom Bowling, chuďas — pouhý trup — z všech nejlepší to muž, řev bouře neuslyší, v lup kles dravé smrti juž.
Vzor krásy mužné, srdcem dítě a měkký na mou čest, své povinnosti konal hbitě; teď se vším hotov jest.
Vždy dostál slovu, takou ctnost jsi věru zřídka zřel, a přátel dobrých, statných dost a hezkou ženu měl.